# Simpsons Tall Tales
Simpsons Tall Tales, llamado Cuentos populares en España y Relatos extraordinarios en Hispanoamérica, es el último episodio perteneciente a la duodécima temporada de la serie animada Los Simpson, estrenado en Estados Unidos el 20 de mayo de 2001. Fue escrito por John Frink, Don Payne, Bob Bendetson y Matt Selman, y dirigido por Bob Anderson. En el episodio, los Simpson viajan a Delaware, y en el tren un vagabundo les narra tres historias.
El vagabundo en el episodio fue interpretado por Hank Azaria. Dicho personaje iba a ser interpretado por Jim Carrey, pero este cambió de opinión al enterarse de que estaba demasiado ocupado para grabar sus líneas. El episodio tuvo una recepción mixta.

## Sinopsis
Luego de que los Simpson ganan un viaje a Delaware, Homer se niega a pagar el impuesto del aeropuerto de cinco dólares. La familia termina saltando sobre un tren de carga para llegar a la ciudad, y se encuentran con un vagabundo cantante, quien les cuenta tres historias a cambio de baños de esponja. Las historias que cuenta son las siguientes: 

### Paul Bunyan
Paul Bunyan (Homer) era un gigante que vivía en una ciudad de gente normal, y quien destruía sus casas y devoraba su comida. Un día, los lugareños deciden drogarlo y llevarlo lejos de su ciudad. Solo, Paul esculpe una roca de una montaña y construye un búfalo azul, el cual llama Babe. Babe cobra vida luego de ser impactado por un rayo, y acompaña a Paul en sus aventuras. De pronto, conoce a Marge, de quien se enamora a primera vista. Pronto, en la ciudad natal de Paul, un meteorito amenaza con destruir a los lugareños, quienes sugieren la ayuda de Paul para sobrevivir. Paul toma el meteorito y lo arroja hacia Chicago, iniciando el Gran Incendio en esa ciudad.

### Connie Appleseed
Connie era parte de una caravana de personas, quienes viajaban por todo el país comiendo bisontes y búfalos. Connie estaba en contra de esta práctica, ya que decía que si la caravana no andaba con cuidado, terminarían matando a todos esos animales y acabando con la especie. Siendo rechazada, abandona a su familia, y se dedica a hacer su propio camino. Un día, encuentra un manzano y, al probar las manzanas, ve que son deliciosas y que podrían comerse en lugar de los animales. Pronto, se cambia el nombre a Connie Appleseed, y recorre el país sembrando manzanos a donde quiera que fuese. Mientras tanto, la familia de Connie se había cambiado su apellido a "Bufflekill", y acaban matando a todos los ejemplares de esos animales. con lo cual se acaba la comida. Connie aparece y les ofrece manzanas. Todos las comen y les gustan, salvándose y dejando a su padre, el cazador principal, en paz.

### Tom y Huck
A pesar de que ésta no era una leyenda (Lisa lo hace ver antes de que el relato comience) el vagabundo cuenta esta historia, basada en la historia de Mark Twain sobre Tom Sawyer y Huckleberry Finn, personificados por Bart y Nelson, respectivamente. Huck es atrapado cuando le estaba dando la mano a Becky (Lisa), y es obligado a casarse con ella. El día de la boda, Huck escapa junto a su amigo Tom, y se dirigen a otra ciudad. Finalmente, la familia de Becky y otros pueblerinos encuentran a los jóvenes en un barco (después de perseguirlos), y los condenan a ser asesinados en la horca.

### Conclusión
La familia llega a Delaware y desembarca el tren, pero el vagabundo les recuerda que le deben un último baño con esponja a modo de compensación. Homer promete reencontrarse con la familia en una hora y se ofrece de voluntario para hacer el trabajo sucio.